# Barbus perince
Barbus perince är en fiskart som beskrevs av Rüppell, 1835. Barbus perince ingår i släktet Barbus och familjen karpfiskar. IUCN kategoriserar arten globalt som livskraftig. Inga underarter finns listade.